# Maher al-Charaa
Maher al-Charaa, né en 1973 à Damas, est un homme politique syrien, frère d'Abou Mohammed al-Joulani.

## Biographie
Maher al-Charaa est né en 1973 à Damas.
En 2000, il est diplômé en médecine générale de l'académie médicale d'État de Voronej (en).
De 2008 à 2013, il est consultant en fécondation in vitro à l'hôpital d'Orient de Damas. De 2014 à 2018, il est employé par l'hôpital pour enfants et maternité d'Abha, dans le sud-ouest de l'Arabie saoudite. Par la suite, il officie en Syrie à Khan Arnabeh, dans le gouvernorat de Qouneitra jusqu'en 2020, puis aux Émirats arabes unis, puis comme chef du service prénatal de la polyclinique de la gare de Voronej I, en Russie jusqu'en 2022.
En 2024, il devient vice-ministre de la Santé dans le gouvernement de salut syrien. Sa nomination est critiquée, étant perçue comme une forme de népotisme, étant le frère d'Abou Mohammed al-Joulani. Sa nomination comme ministre de la Santé le 16 décembre 2024 est elle aussi critiquée pour les mêmes raisons.
Le 24 décembre 2024, il ordonne le changement de noms de 14 hôpitaux syriens, nommés, pour la plupart d'entre eux, d'après la famille Assad ou Bassel al-Assad,.
Le 30 décembre 2024, il procède à plusieurs nominations à la tête des hôpitaux damascènes. Il nomme notamment une femme chrétienne, Diana Alasmar, au poste de directrice exécutive de l'hôpital universitaire pour enfants (ar),.